# Kalkaska County
Kalkaska County ist ein County im Bundesstaat Michigan der Vereinigten Staaten. Der Verwaltungssitz (County Seat) ist Kalkaska. Das U.S. Census Bureau hat bei der Volkszählung 2020 eine Einwohnerzahl von 17.939 ermittelt.

## Geographie
Das County liegt im Nordwesten der Unteren Halbinsel von Michigan und hat eine Fläche von 1478 Quadratkilometern, wovon 25 Quadratkilometer Wasserfläche sind. Es grenzt im Uhrzeigersinn an folgende Countys: Crawford County, Missaukee County, Grand Traverse County und Antrim County.

## Geschichte
Kalkaska County wurde 1840 aus Teilen des Mackinac County gebildet. Bis 1843 hieß es Wabassee County. Benannt wurde es, ebenso wie die Bezirkshauptstadt, von Henry Schoolcraft nach einem Wort aus der indianischen Sprache.

## Demografische Daten

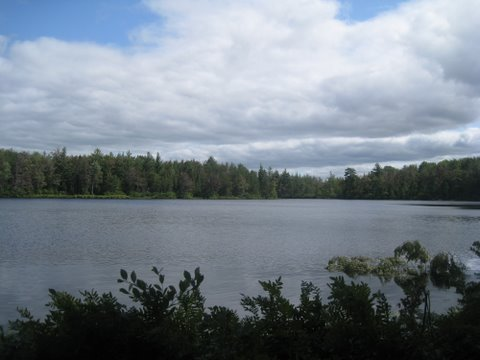
Lake Five

Nach der Volkszählung im Jahr 2000 lebten im Kalkaska County 16.571 Menschen in 6.428 Haushalten und 4.634 Familien. Die Bevölkerungsdichte betrug 11 Einwohner pro Quadratkilometer. Ethnisch betrachtet setzte sich die Bevölkerung zusammen aus 97,54 Prozent Weißen, 0,21 Prozent Afroamerikanern, 0,78 Prozent amerikanischen Ureinwohnern, 0,22 Prozent Asiaten, 0,05 Prozent Bewohnern aus dem pazifischen Inselraum und 0,10 Prozent aus anderen ethnischen Gruppen; 1,10 Prozent stammten von zwei oder mehr Ethnien ab. 0,86 Prozent der Bevölkerung waren spanischer oder lateinamerikanischer Abstammung.
Von den 6.428 Haushalten hatten 31,7 Prozent Kinder unter 18 Jahren, die bei ihnen lebten. 58,6 Prozent waren verheiratete, zusammenlebende Paare, 9,0 Prozent waren allein erziehende Mütter und 27,9 Prozent waren keine Familien. 22,3 Prozent waren Singlehaushalte und in 8,2 Prozent lebten Menschen im Alter von 65 Jahren oder darüber. Die Durchschnittshaushaltsgröße betrug 2,55 und die durchschnittliche Familiengröße lag bei 2,95 Personen.
25,6 Prozent der Bevölkerung waren unter 18 Jahre alt. 7,6 Prozent zwischen 18 und 24 Jahre, 28,6 Prozent zwischen 25 und 44 Jahre, 24,5 Prozent zwischen 45 und 64 Jahre und 13,7 Prozent waren 65 Jahre oder älter. Das Durchschnittsalter betrug 38 Jahre. Auf 100 weibliche Personen kamen 101,3 männliche Personen. Auf 100 Frauen im Alter von 18 Jahren und darüber kamen statistisch 98,9 Männer.
Das jährliche Durchschnittseinkommen eines Haushalts betrug 36.072 USD, das Durchschnittseinkommen einer Familie 39.932 USD. Männer hatten ein Durchschnittseinkommen von 31.860 USD, Frauen 20.455 USD. Das Prokopfeinkommen betrug 16.309 USD. 8,2 Prozent der Familien und 10,5 Prozent der Bevölkerung lebten unterhalb der Armutsgrenze.

## Orte im County
- Angling
- Barker Creek
- Cotton
- Crofton
- Darragh
- Deibert
- Fletcher
- Giddings
- Houseman
- Kalkaska
- Leetsville
- Lodi
- O’Neil
- Rapid City
- Sharon
- Sigma
- Smithville
- South Boardman
- Spencer
- Taffeltown
- Torch River
- Westwood

Townships
- Bear Lake Township
- Blue Lake Township
- Boardman Township
- Clearwater Township
- Coldsprings Township
- Excelsior Township
- Garfield Township
- Kalkaska Township
- Oliver Township
- Orange Township
- Rapid River Township
- Speaker Township